# Tainia hennisiana
Tainia hennisiana là một loài thực vật có hoa trong họ Lan. Loài này được (Schltr.) P.F.Hunt miêu tả khoa học đầu tiên năm 1971.